# Martín López Segarra
Martín López Segarra (n. 1905) fue un militar español.

## Biografía
Nacido el 8 de enero de 1905 en Lérida, fue militar profesional. Llegó a prestar servicio en el Protectorado de Marruecos, donde estuvo destinado en la Mehal-la Jalifiana de Tetuán. Llegó a participar en la guerra del Rif, tomando parte en diversas acciones militares. En 1929 —estando todavía destinado en el Marruecos español— se inició en la masonería, afiliándose a la logia Tetuán n.º 64 que se encontraba en la ciudad homónima. Tras el estallido de la Guerra civil se mantuvo fiel a la República, integrándose posteriormente en el Ejército Popular de la República. Durante el transcurso de la contienda llegaría a ser jefe de Estado Mayor de la 30.ª División, entre abril de 1937 y marzo de 1938.
Finalizada la guerra marchó al exilio, instalándose en México.